# Centrale economische regio
De Centrale economische regio (Russisch: Центральный экономический район; tsentralnyj ekonomitsjeski rajon) is een van de twaalf economische regio's van Rusland. Het is de meest centraal gelegen economische regio ten opzichte van Europa en is de sterkst ontwikkelde economische regio van Rusland. Het gebied is gelegen in het westelijke vlakke deel van Europees Rusland en kent een gematigd landklimaat.
De regio bevat 20% van de bevolking van Rusland. Met een urbanisatiegraad van 80% is het een sterk verstedelijkt gebied (Rusland: 73%). Na Moskou zijn de grootste steden Jaroslavl, Rjazan, Toela, Ivanovo, Brjansk, Tver, Kaloega, Orjol, Smolensk, Vladimir en Kostroma.
Het gebied is het belangrijkste weg- en spoorwegknooppunt van Rusland. De belangrijkste rivieren voor het transport zijn de Wolga, Oka en de Moskou-Wolga- en Don-Wolgakanalen, die Moskou verbinden met de Kaspische en de Oostzee.

## Deelgebieden
Het bestaat uit de volgende deelgebieden:
- Federale stad Moskou
- oblast Brjansk
- oblast Ivanovo
- oblast Jaroslavl
- oblast Kaloega
- oblast Kostroma
- oblast Moskou
- oblast Orjol
- oblast Rjazan
- oblast Smolensk
- oblast Toela
- oblast Tver
- oblast Vladimir

## Economie
De centrale economische regio is gespecialiseerd in machinebouw, chemische industrie en de textielindustrie.

### Machinebouw
De machinebouwsector is sterk gediversifiseerd en heeft als belangrijkste productiesectoren; de productie van gereedschappen, auto's, diesellocomotieven, schepen (langs rivieren), landbouwmachines, radio's en -onderdelen, elektrotechnische en elektronische apparaten. De productie van machines voor de metaalsector, gereedschappen, stoomketels, turbines, stroomgeneratoren en elektronische motoren is geconcentreerd in deze regio.
De automobielindustrie is geconcentreerd in de steden Brjansk, Moskou, en Serpoechov. De productie van treinen en -wagons is geconcentreerd in Kolomna, Ljoedinovo en Moerom. Scheepsbouw vindt plaats in Rybinsk langs de Wolga. Tractoren en andere landbouwmachines worden geproduceerd in Bezjetsk, Ljoebertsy, Rjazan, Toela en Vladimir.

### Chemische industrie
De chemische industrie omvat de productie van:
- synthetische plastics (Moskou, Novomoskovsk, Orechovo-Zoejevo en Vladimir);
- chemische vezels (Klin, Rjazan en Tver)
- rubber hars en banden (Moskou, Jefremov en Jaroslavl)
- kunstmest (Novomoskovsk, Polpino, Sjtsjjokino en Voskresensk)

### Textielindustrie
De textielindustrie is de traditionele bedrijfstak van de regio. De productie is sterk gediversifieerd en is vooral geconcentreerd in de oblasten Ivanovo, Kostroma en Moskou.

### Metallurgie
Ook in de centrale economische regio bevinden zich een aantal bedrijven in de metallurgiesector, alhoewel de meeste grondstoffen worden geïmporteerd. Bedrijven in deze sector bevinden zich in Elektrostal, Moskou en oblast Toela.

### Stroomvoorziening
De energievoorzieningen bestaan uit energiecentrales werkend op fossiele brandstoffen en kerncentrales (bij Smolensk en Tver). Fossiele brandstoffen (olie, aardgas en steenkool) worden grotendeels geïmporteerd uit andere gebieden; voornamelijk uit Komi, de economische regio Povolzje en West-Siberië.

### Overig
In de centrale economische regio omvat verder de productie van bouwmaterialen, cement, glas, schoeisel (zoals schoenen), potten (zoals porselein). Ook wordt er voedsel geproduceerd en hout verwerkt.

### Landbouw
Het gematigde continentale klimaat maakt het mogelijk een groot aantal gewassen te verbouwen. Er bevinden zich vooral podzolbodems en grijze bosgronden. Om de opbrengsten van de gewassen te verhogen wordt vaak grondverbetering toegepast en kunstmest gebruikt.
De landbouw bestaat vooral uit langvezelig vlas, aardappelen en groenten met daarnaast melkveeteelt.

## Natuurlijke hulpbronnen
Het gebied heeft nauwelijks natuurlijke hulpbronnen. De belangrijkste zijn fosfor, bruinkool (oblast Moskou) en turf (oblasten Jaroslavl, Moskou en Tver).

## Sociaal-economische indicatoren
Door de aanwezigheid van Moskou staat de regio het hoogst van Rusland wat betreft het bruto regionaal product, dat meer dan twee maal het Russische gemiddelde bedraagt. Ook woont er een vijfde deel van het land. Dit percentage stijgt nog steeds door de voortdurende immigratie vanuit andere delen van Rusland en vanuit voormalige Sovjet-staten. Ook veel studenten worden aangetrokken tot Moskou. Netto gezien is er echter sprake van bevolkingsafname doordat ook dit gebied kampt met een sterfteoverschot.
Het inkomen per hoofd van de bevolking is ongeveer gelijk aan het landelijk gemiddelde, terwijl de levensverwachting hieraan precies gelijk is.
Voor Russische begrippen zijn de werkomstandigheden goed in het gebied: de werkzekerheid en de kans op het uitbetalen van het volledige loon liggen hier hoger dan in de rest van Rusland.